# Jindřichovice, Jihlava
Jindřichovice là một làng thuộc huyện Jihlava, vùng Vysočina, Cộng hòa Séc.